# معركتي الكويرة وتيشلا (1975)
جرت معركة الكويرة وتيشلا بين 10-22 ديسمبر 1975، عندما اجتاحت قوات الجيش الموريتاني الجزء الجنوبي من الصحراء الغربية، التي كانت المنطقة المتفق على أن تضمها موريتانيا في اتفاق مدريد. وواجهت القوات الموريتانية مقاتلي جبهة البوليساريو، مما اضطر الجيش الملكي المغربي التدخل لصالح موريتانيا. بنهاية عام 1975، سيطرت موريتانيا على النصف الجنوبي للمستعمرة الإسبانية السابقة وادي الذهب.

## خلفية
بحلول 6 نوفمبر 1975، قامت الحكومة الإسبانية بإجلاء السكان المدنيين الإسبان من الكويرة خلال عملية استمرت 48 ساعة، كجزء من "عملية السنونو" الأوسع. استخرجت 19 جثة من مقبرة الكويرة ونقلت على متن قارب (بالإسبانية: Ciudad de Huesca)‏.  بعد ساعات قليلة، رفعت أعلام البوليساريو على المباني الرئيسية في الكويرة، بعد أن استولى عليها العشرات من مقاتلي حرب العصابات الصحراويين وأقاموا إدارتهم الخاصة، وأصبحت المدينة معزولة جوًا بحرًا وبًرا.

## المعارك
في 20 كانون الأول (ديسمبر) 1975، بدأ التقدم الموريتاني، الذي كان في ذلك الوقت جيشًا صغيرًا قوامه 2000 جندي فقط، وطلب دعمًا ماديًا من المغرب وكذلك من فرنسا. ونفذت القوات التي جاءت من نواذيبو ونواكشوط احتلال منطقة الكويرة.  بدأت القوات الصحراوية بإطلاق النار وصارت القوات الموريتانية في حالة من الفوضى. ونظراً لخطورة الوضع، عُين العقيد محمد ولد عبد القادر مسؤولاً عن السيطرة على المدينة. كانت القوات الصحراوية، المكونة من مائة جندي، تحت قيادة بوزيد أولد حماين، في وضع حرج ويائس حيث عُزلوا برا وبحرا وجوا دون إمكانية التراجع.
وحاولت القوات الصحراوية تأخير التقدم الموريتاني قدر الإمكان من خلال الصمود في مباني مقر الشرطة الإقليمية حيث صدت المحاولات الموريتانية المستمرة للاستيلاء على المكان منذ صدها بأمطار من مقذوفات الأسلحة الخفيفة. استمر القتال حوالي عشرة أيام وقاتل الصحراويون بقوة حتى استسلم عدد قليل من الناجين أخيرًا، حيث تشير التقديرات إلى مقتل حوالي 80 من بين مئات الجنود الصحراويين، بمن فيهم قائدهم، ولد حماين. تلقى الجنود الناجون معاملة غير كريمة من قبل السلطات الموريتانية[وفقًا لِمَن؟]. لم يدم الانتصار طويلاً حيث هزمهم الصحراويون عام 1978
سقطت تيشلا في أيدي القوات الموريتانية في 20 ديسمبر، بينما تم الاستيلاء على بلدة العرقوب، بالقرب من فيلا سيسنيروس، في 11 يناير 1976، بعد محاصرة لمدة أسبوعين.

## ما بعد المعركة
نقل الجنود الصحراويين القلائل الناجين من العرقوب أولاً إلى الحدود بين الصحراء وموريتانيا، ثم تم إمدادهم وإجلائهم بمساعدة الجيش الجزائري إلى الجزائر. نشأت التوترات بين القوات المغربية والموريتانية في أعقاب المعركة، مما أدى في النهاية إلى مواجهات مسلحة بين الطرفين، بدءًا من معركة أمكالة الأولى عام 1976.